# Kombe Bengué
Pour les articles homonymes, voir Bengue.
Kombe Bengué est un village du Cameroun situé dans la région du Centre et le département du Mbam-et-Kim. Il fait partie de la commune de Ntui.

## Population
En 1965, le village comptait 119 habitants, principalement Bafeuk.
Lors du recensement de 2005, on y dénombrait 205 personnes.